# Trondra
Trondra es una isla localizada en el archipiélago de las Shetland, en Escocia. La isla ocupa una superficie de unos 3 km² y alberga una población de alrededor de 100 personas. unos La isla se encuentra conectada mediante puentes con Burra y con la península meridional de la isla Mainland.